# Катар на Светском првенству у атлетици на отвореном 2019.
Катар је учествовао на 17. Светском првенству у атлетици на отвореном 2019. одржаном у Дохи од 27. септембра до 6. октобра седамнаести пут, односно учествовао је на свим првенствима до данас. Репрезентацију Катара представљало је 17 такмичара (15 мушкараца и 2 жене) који су се такмичили у 13 дисциплина (11 мушких и 2 женске).,
На овом првенству Катар је по броју освојених медаља заузео 16. место са 2 освојене медаље (златна и бронзана).. У табели успешности према броју и пласману такмичара који су учествовали у финалним такмичењима (првих 8 такмичара) Катар је са два учесника у финалу делио 29. место са 14 бодова.
| Плас. | Земља | 1. место | 2. место | 3. место | 4. место | 5. место | 6. место | 7. место | 8. место | Бр. финал. | Бод. |
| ----- | ----- | -------- | -------- | -------- | -------- | -------- | -------- | -------- | -------- | ---------- | ---- |
| =29.  | Катар | 1        | 0        | 1        | 0        | 0        | 0        | 0        | 0        | 2          | 14   |

## Учесници
| Мушкарци: - Оваб Баров — 100 м, 4 х 100 м - Абделазиз Мохамед — 200 м, 4 х 100 м - Абделилах Харун — 400 м - Абубакер Хејдар Абдала — 800 м, 4 х 400 м - Jamal Hairane — 800 м - Абдирахман Саид Хасан — 1.500 м - Абдерахаман Самба — 400 м препоне - Јасер Салем Багхараб — 3.000 м препреке - Тосин Огуноде — 4х100 м - Махамат Закариа Кхалид — 4х100 м - Басем Хемеида — 4х400 м - Ашраф Хусеин Осман — 4х400 м - Мохамед Насир Абас — 4х400 м - Мутаз Еса Баршим — Скок увис - Ashraf Amgad Elseify — Бацање кладива | Жене: - Кенза Сосе — 400 м - Мариам Мамдоух Фарид — 400 м препоне |

## Освајачи медаља (2)

### Злато (1)
- Мутаз Еса Баршим — Скок увис

### Бронза (1)
- Абдеррахман Самба — 400 м препоне

## Резултати

### Мушкарци
| Атлетичар                                                                  | Дисциплина       | Лични рекорд | Предтакмичење   | Предтакмичење   | Квалификације         | Квалификације         | Полуфинале            | Полуфинале            | Финале                | Финале       | Детаљи |
| Атлетичар                                                                  | Дисциплина       | Лични рекорд | Резултат        | Место           | Резултат              | Место                 | Резултат              | Место                 | Резултат              | Место        | Детаљи |
| -------------------------------------------------------------------------- | ---------------- | ------------ | --------------- | --------------- | --------------------- | --------------------- | --------------------- | --------------------- | --------------------- | ------------ | ------ |
| Оваб Баров                                                                 | 100 м            | 10,65        | 10,64 кв, ЛР    | 3. у гр. 1      | 12,82                 | 7. у гр. 5            | Нису се квалификовали | Нису се квалификовали | Нису се квалификовали | 45 / 65 (68) |        |
| Абделазиз Мохамед                                                          | 200 м            | 20,68        |                 |                 | 20,75 (.750) ЛРС      | 6. у гр. 5            | Нису се квалификовали | Нису се квалификовали | Нису се квалификовали | 37 / 50 (53) |        |
| Абделилах Харун                                                            | 400 м            | 44,27 НР     | 47,76 ЛРС       | 6. у гр. 1      | 37 / 41 (42)          |                       | Нису се квалификовали | Нису се квалификовали | Нису се квалификовали |              |        |
| Абубакер Хејдар Абдала                                                     | 800 м            | 1:44,33      | 1:46,11 КВ      | 2. у гр. 3      | 1:46,87               | 8. у гр. 1            | Није се квалификовао  | 31 / 44 (49)          |                       |              |        |
| Jamal Hairane                                                              | 800 м            | 1:45,67      | 1:46,40         | 5. у гр. 2      | Нису се квалификовали | Нису се квалификовали | Нису се квалификовали | 24 / 44 (49)          |                       |              |        |
| Абдулахи Јама Мохамед                                                      | 1.500 м          | 3:39,70      | 3:42,24         | 13. у гр. 3     | Нису се квалификовали | Нису се квалификовали | Нису се квалификовали | 37 / 43 (45)          |                       |              |        |
| Абдерахаман Самба                                                          | 400 м препоне    | 46,98 НР     | 49,08 КВ        | 1. у гр. 3      | 48,72 КВ              | 2. у гр. 3            | 48,03                 |                       |                       |              |        |
| Јасер Салем Багхараб                                                       | 3.000 м препреке | 8:25,79      | 8:39,65         | 14. у гр. 3     |                       |                       | Није се квалификовао  | 39 / 44 (46)          |                       |              |        |
| Абделазиз Мохамед Тосин Огуноде Махамат Закариа Кхалид Оваб Баров          | 4 х 100 м        | 39,05 НР     | Нису стартовали | Нису стартовали | Нису се квалификовали | Нису се квалификовали |                       |                       |                       |              |        |
| Басем Хемеида Абубакер Хејдар Абдала Ашраф Хусеин Осман Мохамед Насир Абас | 4 х 400 м        | 3:00,56 НР   | 3:06,25         | 8. у гр. 2      | Нису се квалификовали | 15 / 15 (16)          |                       |                       |                       |              |        |
| Мутаз Еса Баршим                                                           | Скок увис        | 2,43 НР      | 2,29 кв         | 1. у гр. А      | 2,37 СРС              |                       |                       |                       |                       |              |        |
| Ashraf Amgad Elseify                                                       | Бацање кладива   | 78,19 НР     | 76,22 кв, ЛРС   | 7. у гр. А      | 75,41                 | 9 / 31                |                       |                       |                       |              |        |

### Жене
| Атлетичарка          | Дисциплина    | Лични рекорд | Квалификације | Квалификације | Полуфинале            | Полуфинале            | Финале                | Финале       | Детаљи |
| Атлетичарка          | Дисциплина    | Лични рекорд | Резултат      | Место         | Резултат              | Место                 | Резултат              | Место        | Детаљи |
| -------------------- | ------------- | ------------ | ------------- | ------------- | --------------------- | --------------------- | --------------------- | ------------ | ------ |
| Кенза Сосе           | 400 м         | 1:01,88      | 1:06,76       | 8. у гр. 5    | Нису се квалификовале | Нису се квалификовале | Нису се квалификовале | 47 / 47 (48) |        |
| Мариам Мамдоух Фарид | 400 м препоне | 1:10,33      | 1:09,49       | 11. у гр. 3   | Нису се квалификовале | Нису се квалификовале | Нису се квалификовале | 36 / 36 (39) |        |